# 오하이오주의 통계 지구

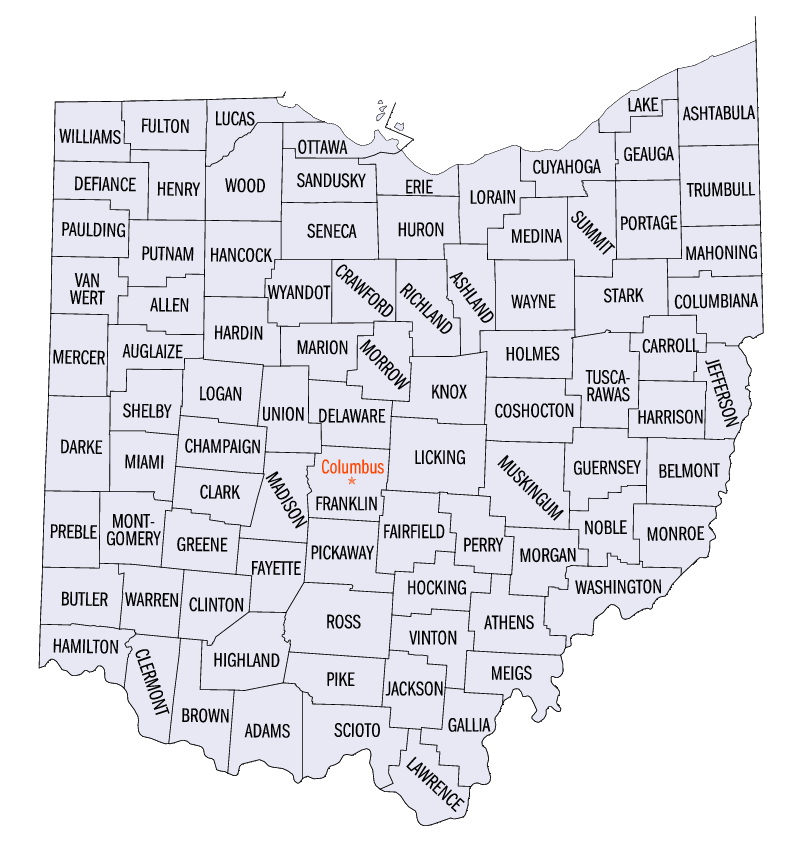
오하이오 주의 군들

오하이오의 주기

오하이오의 통계 지구(Ohio Statistical Area)는 오하이오 주에 있는 통계 지구이다.

## 범례
| 범례      | 의미                                     |
| --------- | ---------------------------------------- |
|           | 펜실베이니아에 속하는 지역               |
|           | 웨스트버지니아에 속하는 지역             |
|           | 켄터키에 속하는 지역                     |
|           | 인디애나에 속하는 지역                   |
|           | 2개의 주 이상에 걸친 지역(오하이오 해당) |
| 초록 글씨 | 다른 주에 속하는 지역의 인구 수          |
| 파란 글씨 | 오하이오와 다른 주에 걸친 지역의 인구 수 |

## 배치도
| 복합 통계 지구                    | 인구                | 핵심 기반 통계 지구       | 인구                | 군             | 인구       |
| --------------------------------- | ------------------- | ------------------------- | ------------------- | -------------- | ---------- |
| 클리블랜드-애크런-캔턴 지구       | 3,586,918           | 클리블랜드-엘리리아 지구  | 2,048,449           | 쿠야호가       | 1,235,072  |
| 클리블랜드-애크런-캔턴 지구       | 3,586,918           | 클리블랜드-엘리리아 지구  | 2,048,449           | 로레인         | 309,833    |
| 클리블랜드-애크런-캔턴 지구       | 3,586,918           | 클리블랜드-엘리리아 지구  | 2,048,449           | 레이크         | 230,149    |
| 클리블랜드-애크런-캔턴 지구       | 3,586,918           | 클리블랜드-엘리리아 지구  | 2,048,449           | 머디나         | 179,746    |
| 클리블랜드-애크런-캔턴 지구       | 3,586,918           | 클리블랜드-엘리리아 지구  | 2,048,449           | 지아거         | 93,649     |
| 클리블랜드-애크런-캔턴 지구       | 3,586,918           | 애크런 지구               | 703,479             | 서밋           | 541,013    |
| 클리블랜드-애크런-캔턴 지구       | 3,586,918           | 애크런 지구               | 703,479             | 포티지         | 162,446    |
| 클리블랜드-애크런-캔턴 지구       | 3,586,918           | 캔턴-마실론 지구          | 397,520             | 스타크         | 370,606    |
| 클리블랜드-애크런-캔턴 지구       | 3,586,918           | 캔턴-마실론 지구          | 397,520             | 캐럴           | 26,914     |
| 클리블랜드-애크런-캔턴 지구       | 3,586,918           | 우스터 지구               | 115,710             | 웨인           | 115,710    |
| 클리블랜드-애크런-캔턴 지구       | 3,586,918           | 애슈터불라 지구           | 97,241              | 애슈터불라     | 97,241     |
| 클리블랜드-애크런-캔턴 지구       | 3,586,918           | 뉴필라델피아-도버 지구    | 91,987              | 투스카라와스   | 91,987     |
| 클리블랜드-애크런-캔턴 지구       | 3,586,918           | 샌더스키 지구             | 74,266              | 이리           | 74,266     |
| 클리블랜드-애크런-캔턴 지구       | 3,586,918           | 노워크 지구               | 58,266              | 휴런           | 58,266     |
| 콜럼버스-매리언-제인스빌 지구     | 2,525,639           | 콜럼버스 지구             | 2,122,271           | 프랭클린       | 1,316,756  |
| 콜럼버스-매리언-제인스빌 지구     | 2,525,639           | 콜럼버스 지구             | 2,122,271           | 델라웨어       | 209,177    |
| 콜럼버스-매리언-제인스빌 지구     | 2,525,639           | 콜럼버스 지구             | 2,122,271           | 리킹           | 176,862    |
| 콜럼버스-매리언-제인스빌 지구     | 2,525,639           | 콜럼버스 지구             | 2,122,271           | 페어필드       | 157,574    |
| 콜럼버스-매리언-제인스빌 지구     | 2,525,639           | 콜럼버스 지구             | 2,122,271           | 유니언         | 58,988     |
| 콜럼버스-매리언-제인스빌 지구     | 2,525,639           | 콜럼버스 지구             | 2,122,271           | 피커웨이       | 58,457     |
| 콜럼버스-매리언-제인스빌 지구     | 2,525,639           | 콜럼버스 지구             | 2,122,271           | 매디슨         | 44,731     |
| 콜럼버스-매리언-제인스빌 지구     | 2,525,639           | 콜럼버스 지구             | 2,122,271           | 페리           | 36,134     |
| 콜럼버스-매리언-제인스빌 지구     | 2,525,639           | 콜럼버스 지구             | 2,122,271           | 모로           | 35,328     |
| 콜럼버스-매리언-제인스빌 지구     | 2,525,639           | 콜럼버스 지구             | 2,122,271           | 호킹           | 28,264     |
| 콜럼버스-매리언-제인스빌 지구     | 2,525,639           | 제인스빌 지구             | 86,215              | 머스킹엄       | 86,215     |
| 콜럼버스-매리언-제인스빌 지구     | 2,525,639           | 칠러코시 지구             | 76,666              | 로스           | 76,666     |
| 콜럼버스-매리언-제인스빌 지구     | 2,525,639           | 매리언 지구               | 65,093              | 매리언         | 65,093     |
| 콜럼버스-매리언-제인스빌 지구     | 2,525,639           | 마운트버넌 지구           | 62,322              | 녹스           | 62,322     |
| 콜럼버스-매리언-제인스빌 지구     | 2,525,639           | 벨폰타인 지구             | 45,672              | 로건           | 45,672     |
| 콜럼버스-매리언-제인스빌 지구     | 2,525,639           | 케임브리지 지구           | 38,875              | 건지           | 38,875     |
| 콜럼버스-매리언-제인스빌 지구     | 2,525,639           | 워싱턴코트하우스 지구     | 28,525              | 페이엣         | 28,525     |
| 신시내티-윌밍턴-메이즈빌 지구     | 2,280,246 1,727,037 | 신시내티 지구             | 2,221,208 1,685,069 | 해밀턴         | 817,473    |
| 신시내티-윌밍턴-메이즈빌 지구     | 2,280,246 1,727,037 | 신시내티 지구             | 2,221,208 1,685,069 | 버틀러         | 383,134    |
| 신시내티-윌밍턴-메이즈빌 지구     | 2,280,246 1,727,037 | 신시내티 지구             | 2,221,208 1,685,069 | 워런           | 234,602    |
| 신시내티-윌밍턴-메이즈빌 지구     | 2,280,246 1,727,037 | 신시내티 지구             | 2,221,208 1,685,069 | 클러몬트       | 206,428    |
| 신시내티-윌밍턴-메이즈빌 지구     | 2,280,246 1,727,037 | 신시내티 지구             | 2,221,208 1,685,069 | 켄턴           | 166,998    |
| 신시내티-윌밍턴-메이즈빌 지구     | 2,280,246 1,727,037 | 신시내티 지구             | 2,221,208 1,685,069 | 분             | 133,581    |
| 신시내티-윌밍턴-메이즈빌 지구     | 2,280,246 1,727,037 | 신시내티 지구             | 2,221,208 1,685,069 | 캠벨           | 93,584     |
| 신시내티-윌밍턴-메이즈빌 지구     | 2,280,246 1,727,037 | 신시내티 지구             | 2,221,208 1,685,069 | 디어본         | 49,458     |
| 신시내티-윌밍턴-메이즈빌 지구     | 2,280,246 1,727,037 | 신시내티 지구             | 2,221,208 1,685,069 | 브라운         | 43,432     |
| 신시내티-윌밍턴-메이즈빌 지구     | 2,280,246 1,727,037 | 신시내티 지구             | 2,221,208 1,685,069 | 그랜트         | 25,069     |
| 신시내티-윌밍턴-메이즈빌 지구     | 2,280,246 1,727,037 | 신시내티 지구             | 2,221,208 1,685,069 | 프랭클린       | 22,758     |
| 신시내티-윌밍턴-메이즈빌 지구     | 2,280,246 1,727,037 | 신시내티 지구             | 2,221,208 1,685,069 | 펜들턴         | 14,590     |
| 신시내티-윌밍턴-메이즈빌 지구     | 2,280,246 1,727,037 | 신시내티 지구             | 2,221,208 1,685,069 | 갤러틴         | 8,869      |
| 신시내티-윌밍턴-메이즈빌 지구     | 2,280,246 1,727,037 | 신시내티 지구             | 2,221,208 1,685,069 | 브랙큰         | 8,303      |
| 신시내티-윌밍턴-메이즈빌 지구     | 2,280,246 1,727,037 | 신시내티 지구             | 2,221,208 1,685,069 | 유니언         | 7,054      |
| 신시내티-윌밍턴-메이즈빌 지구     | 2,280,246 1,727,037 | 신시내티 지구             | 2,221,208 1,685,069 | 오하이오       | 5,875      |
| 신시내티-윌밍턴-메이즈빌 지구     | 2,280,246 1,727,037 | 윌밍턴 지구               | 41,968              | 클린턴         | 41,968     |
| 신시내티-윌밍턴-메이즈빌 지구     | 2,280,246 1,727,037 | 메이즈빌 지구             | 17,070              | 메이슨         | 17,070     |
| 데이턴-스프링필드-케서링 지구     | 1,080,282           | 데이턴 지구               | 807,611             | 몽고메리       | 531,687    |
| 데이턴-스프링필드-케서링 지구     | 1,080,282           | 데이턴 지구               | 807,611             | 그린           | 168,937    |
| 데이턴-스프링필드-케서링 지구     | 1,080,282           | 데이턴 지구               | 807,611             | 마이애미       | 106,987    |
| 데이턴-스프링필드-케서링 지구     | 1,080,282           | 스프링필드 지구           | 134,083             | 클라크         | 134,083    |
| 데이턴-스프링필드-케서링 지구     | 1,080,282           | 그린빌 지구               | 51,113              | 다크           | 51,113     |
| 데이턴-스프링필드-케서링 지구     | 1,080,282           | 시드니 지구               | 48,590              | 셸비           | 48,590     |
| 데이턴-스프링필드-케서링 지구     | 1,080,282           | 어바나 지구               | 38,885              | 섐페인         | 38,885     |
| 털리도-핀들레이-티핀 지구         | 831,295             | 털리도 지구               | 641,816             | 루카스         | 428,348    |
| 털리도-핀들레이-티핀 지구         | 831,295             | 털리도 지구               | 641,816             | 우드           | 130,817    |
| 털리도-핀들레이-티핀 지구         | 831,295             | 털리도 지구               | 641,816             | 풀턴           | 42,126     |
| 털리도-핀들레이-티핀 지구         | 831,295             | 털리도 지구               | 641,816             | 오타와         | 40,525     |
| 털리도-핀들레이-티핀 지구         | 831,295             | 핀들레이 지구             | 75,783              | 핸콕           | 75,783     |
| 털리도-핀들레이-티핀 지구         | 831,295             | 프리몬트 지구             | 58,518              | 선더스키       | 58,518     |
| 털리도-핀들레이-티핀 지구         | 831,295             | 티핀 지구                 | 55,178              | 세네카         | 55,178     |
| 영스타운-워런 지구                | 637,964 528,540     | 영스타운-워런-보드맨 지구 | 536,081 426,657     | 마호닝         | 228,683    |
| 영스타운-워런 지구                | 637,964 528,540     | 영스타운-워런-보드맨 지구 | 536,081 426,657     | 트럼불         | 197,974    |
| 영스타운-워런 지구                | 637,964 528,540     | 영스타운-워런-보드맨 지구 | 536,081 426,657     | 머서           | 109,424    |
| 영스타운-워런 지구                | 637,964 528,540     | 세일럼 지구               | 101,883             | 컬럼비아나     | 101,883    |
| 라이마-밴버트-셀리나 지구         | 217,454             | 라이마 지구               | 102,351             | 앨런           | 102,351    |
| 라이마-밴버트-셀리나 지구         | 217,454             | 와파코네타 지구           | 46,699              | 오글레이즈     | 46,699     |
| 라이마-밴버트-셀리나 지구         | 217,454             | 셀리나 지구               | 41,172              | 머서           | 41,172     |
| 라이마-밴버트-셀리나 지구         | 217,454             | 밴버트 지구               | 28,275              | 밴버트         | 28,275     |
| 맨스필드-애슐랜드-부사이러스 지구 | 216,132             | 맨스필드 지구             | 121,154             | 리칠랜드       | 121,154    |
| 맨스필드-애슐랜드-부사이러스 지구 | 216,132             | 애슐랜드 지구             | 53,484              | 애슐랜드       | 53,484     |
| 맨스필드-애슐랜드-부사이러스 지구 | 216,132             | 부사이러스-갤리언 지구    | 41,494              | 크로퍼드       | 41,494     |
| 찰스턴-헌팅턴-애슐랜드 지구       | 776,694 164,675     | 헌팅턴-애슐랜드 지구      | 355,873 59,463      | 캐벌           | 91,945     |
| 찰스턴-헌팅턴-애슐랜드 지구       | 776,694 164,675     | 헌팅턴-애슐랜드 지구      | 355,873 59,463      | 로렌스         | 59,463     |
| 찰스턴-헌팅턴-애슐랜드 지구       | 776,694 164,675     | 헌팅턴-애슐랜드 지구      | 355,873 59,463      | 퍼트넘         | 56,450     |
| 찰스턴-헌팅턴-애슐랜드 지구       | 776,694 164,675     | 헌팅턴-애슐랜드 지구      | 355,873 59,463      | 보이드         | 46,718     |
| 찰스턴-헌팅턴-애슐랜드 지구       | 776,694 164,675     | 헌팅턴-애슐랜드 지구      | 355,873 59,463      | 웨인           | 39,402     |
| 찰스턴-헌팅턴-애슐랜드 지구       | 776,694 164,675     | 헌팅턴-애슐랜드 지구      | 355,873 59,463      | 그린업         | 35,098     |
| 찰스턴-헌팅턴-애슐랜드 지구       | 776,694 164,675     | 헌팅턴-애슐랜드 지구      | 355,873 59,463      | 카터           | 26,797     |
| 찰스턴-헌팅턴-애슐랜드 지구       | 776,694 164,675     | 찰스턴 지구               | 257,074             | 캐너와         | 178,124    |
| 찰스턴-헌팅턴-애슐랜드 지구       | 776,694 164,675     | 찰스턴 지구               | 257,074             | 잭슨           | 28,576     |
| 찰스턴-헌팅턴-애슐랜드 지구       | 776,694 164,675     | 찰스턴 지구               | 257,074             | 분             | 21,457     |
| 찰스턴-헌팅턴-애슐랜드 지구       | 776,694 164,675     | 찰스턴 지구               | 257,074             | 링컨           | 20,409     |
| 찰스턴-헌팅턴-애슐랜드 지구       | 776,694 164,675     | 찰스턴 지구               | 257,074             | 클레이         | 8,508      |
| 찰스턴-헌팅턴-애슐랜드 지구       | 776,694 164,675     | 포츠머스 지구             | 75,314              | 사이오터       | 75,314     |
| 찰스턴-헌팅턴-애슐랜드 지구       | 776,694 164,675     | 포인트플레전트 지구       | 56,414 29,898       | 갈유           | 29,898     |
| 찰스턴-헌팅턴-애슐랜드 지구       | 776,694 164,675     | 포인트플레전트 지구       | 56,414 29,898       | 메이슨         | 26,516     |
| 찰스턴-헌팅턴-애슐랜드 지구       | 776,694 164,675     | 마운트게이-섐록 지구      | 32,019              | 로건           | 32,019     |
| 피츠버그-뉴캐슬-위어톤 지구       | 2,603,259 65,325    | 피츠버그 지구             | 2,317,600           | 앨러게니       | 1,216,045  |
| 피츠버그-뉴캐슬-위어톤 지구       | 2,603,259 65,325    | 피츠버그 지구             | 2,317,600           | 웨스트모얼랜드 | 348,899    |
| 피츠버그-뉴캐슬-위어톤 지구       | 2,603,259 65,325    | 피츠버그 지구             | 2,317,600           | 워싱턴         | 206,865    |
| 피츠버그-뉴캐슬-위어톤 지구       | 2,603,259 65,325    | 피츠버그 지구             | 2,317,600           | 버틀러         | 187,853    |
| 피츠버그-뉴캐슬-위어톤 지구       | 2,603,259 65,325    | 피츠버그 지구             | 2,317,600           | 비버           | 163,929    |
| 피츠버그-뉴캐슬-위어톤 지구       | 2,603,259 65,325    | 피츠버그 지구             | 2,317,600           | 페이엣         | 129,274    |
| 피츠버그-뉴캐슬-위어톤 지구       | 2,603,259 65,325    | 피츠버그 지구             | 2,317,600           | 암스트롱       | 64,735     |
| 피츠버그-뉴캐슬-위어톤 지구       | 2,603,259 65,325    | 위어톤-스튜번빌 지구      | 116,074 65,325      | 제퍼슨         | 65,325     |
| 피츠버그-뉴캐슬-위어톤 지구       | 2,603,259 65,325    | 위어톤-스튜번빌 지구      | 116,074 65,325      | 핸콕           | 28,810     |
| 피츠버그-뉴캐슬-위어톤 지구       | 2,603,259 65,325    | 위어톤-스튜번빌 지구      | 116,074 65,325      | 브룩           | 21,939     |
| 피츠버그-뉴캐슬-위어톤 지구       | 2,603,259 65,325    | 뉴캐슬 지구               | 85,512              | 로렌스         | 85,512     |
| 피츠버그-뉴캐슬-위어톤 지구       | 2,603,259 65,325    | 인디애나 지구             | 84,073              | 인디애나       | 84,073     |
| 파커스버그-매리에타-비엔나 지구   | 149,250 59,911      | 파커스버그-비엔나 지구    | 89,339              | 우드           | 83,518     |
| 파커스버그-매리에타-비엔나 지구   | 149,250 59,911      | 파커스버그-비엔나 지구    | 89,339              | 워트           | 5,821      |
| 파커스버그-매리에타-비엔나 지구   | 149,250 59,911      | 매리에타 지구             | 59,911              | 워싱턴         | 59,911     |
| 없음                              | 없음                | 휠링 지구                 | 138,948 67,006      | 벨몬트         | 67,006     |
| 없음                              | 없음                | 휠링 지구                 | 138,948 67,006      | 오하이오       | 41,411     |
| 없음                              | 없음                | 휠링 지구                 | 138,948 67,006      | 마셜           | 30,531     |
| 없음                              | 없음                | 애선스 지구               | 65,327              | 애선스         | 65,327     |
| 없음                              | 없음                | 디파이언스 지구           | 38,087              | 디파이언스     | 38,087     |
| 없음                              | 없음                | 코스혹튼 지구             | 36,600              | 코스혹튼       | 36,600     |
| 없음                              | 없음                | 잭슨 지구                 | 32,413              | 잭슨           | 32,413     |
| 없음                              | 없음                | 없음                      | 없음                | 홈스           | 43,960     |
| 없음                              | 없음                | 없음                      | 없음                | 하일랜드       | 43,161     |
| 없음                              | 없음                | 없음                      | 없음                | 프레블         | 40,882     |
| 없음                              | 없음                | 없음                      | 없음                | 윌리엄스       | 36,692     |
| 없음                              | 없음                | 없음                      | 없음                | 퍼트넘         | 33,861     |
| 없음                              | 없음                | 없음                      | 없음                | 하딘           | 31,365     |
| 없음                              | 없음                | 없음                      | 없음                | 파이크         | 27,772     |
| 없음                              | 없음                | 없음                      | 없음                | 애덤스         | 27,698     |
| 없음                              | 없음                | 없음                      | 없음                | 헨리           | 27,006     |
| 없음                              | 없음                | 없음                      | 없음                | 메이그스       | 22,907     |
| 없음                              | 없음                | 없음                      | 없음                | 와이언도트     | 21,772     |
| 없음                              | 없음                | 없음                      | 없음                | 폴딩           | 18,672     |
| 없음                              | 없음                | 없음                      | 없음                | 해리슨         | 15,040     |
| 없음                              | 없음                | 없음                      | 없음                | 모건           | 14,508     |
| 없음                              | 없음                | 없음                      | 없음                | 노블           | 14,424     |
| 없음                              | 없음                | 없음                      | 없음                | 먼로           | 13,654     |
| 없음                              | 없음                | 없음                      | 없음                | 빈턴           | 13,085     |
| 오하이오                          | 오하이오            | 오하이오                  | 오하이오            | 오하이오       | 11,623,775 |

## 참고
- 인구 수는 2019년 기준이며 단위는 '명'이다.
- 프랭클린군은 오하이오주 행정 기관들이 있는 콜럼버스가 있기 때문에 굵은 글씨로 표기했다.

## 같이 보기
- 대도시 통계 지구